# Одоло
Одоло (итал. Odolo) је насеље у Италији у округу Бреша, региону Ломбардија.
Према процени из 2011. у насељу је живело 2026 становника. Насеље се налази на надморској висини од 370 м.

## Становништво
Према резултатима пописа становништва 2011. у општини је живело 2.086 становника.
| 1951. | 1961. | 1971. | 1981. | 1991. | 2001. | 2011. |
| ----- | ----- | ----- | ----- | ----- | ----- | ----- |
| 1.089 | 1.497 | 2.004 | 1.948 | 1.911 | 1.904 | 2.086 |

## Партнерски градови
- Gonnosfanadiga